# A25 (Italië)
De Autostrada 25 (A25) of Strada dei Parchi is een 115 kilometer lange Italiaanse autosnelweg en tolweg die de A24 bij Torano di Borgorose verbindt met de A14 bij Pescara. De E80 loopt over de hele lengte mee.